# Pat Connaughton
Patrick Bergin Connaughton (ur. 6 stycznia 1993 w Arlington) – amerykański koszykarz występujący na pozycjach rzucającego obrońcy i niskiego skrzydłowego, oraz baseballista występujący na pozycji miotacza, obecnie koszykarz Milwaukee Bucks.
Latem 2013 występował w letniej baseballowej lidze akademickiej Cape Cod Baseball League, w barwach Harwich Mariners.
Został wybrany w czwartej rundzie draftu 2014 do baseballowej ligi MLB z numerem 121 przez drużynę Baltimore Orioles. Jako baseballista zadebiutował w barwach zespołu Aberdeen IronBirds z rozgrywkowej klasy A, ligi New York–Penn, gdzie rzucał piłkę z prędkością 154 km/h. Pod koniec lipca 2014 opuścił IronBirds, aby powrócić do akademickiej drużyny koszykarskiej Fighting Irish. Orioles zaproponowali mu milion dolarów, jeśli zdecyduje się na baseball, kosztem koszykówki. Zgodził się na warunki zespołu, otrzymując 400 000 dolarów, jako bonus za samo podpisanie umowy. Zespół pozwolił mu dodatkowo wrócić na uczelnię oraz do drużyny koszykarskiej Irish.
Po ukończeniu uczelni Notre Dame w 2015 przystąpił do draftu NBA, w którym został wybrany z numerem 41 przez zespół Brooklyn Nets. Jego prawa wraz z Masonem Plumlee zostały oddane Portland Trail Blazers, w zamian za Steve'a Blake'a i prawa do wyboru numer 23 draftu - Rondae Hollis-Jeffersona. 9 lipca podpisał 3-letnią umowę z Trail Blazers, decydując się ostatecznie na koszykówkę. W NBA zadebiutował 30 października, w spotkaniu z Phoenix Suns, notując 5 punktów.
1 sierpnia 2018 został zawodnikiem Milwaukee Bucks.

## Osiągnięcia

### Koszykówka
Stan na 22 lipca 2021, na podstawie, o ile nie zaznaczono inaczej.
NCAA
- Uczestnik rozgrywek NCAA Elite Eight (2015)
- 3-krotny uczestnik turnieju NCAA Division I (2012, 2013, 2015)
- Mistrz konferencji Atlantic Coast (2015)[11]
- Zaliczony do:
  - I składu:
    - turnieju:
      - ACC (2015)
      - AAC (2013)
      - Hall of Fame Tip-Off Naismith Bracket (2015)

  - III składu ACC (2015)
  - składu All-ACC Honorable Mention (2014)
- Uczestnik:
  - meczu gwiazd NCAA – Reese's College All-Star Game (2015)
  - turnieju Portsmouth Invitational Tournament (2015)

NBA
- Mistrz NBA (2021)[12]
- Uczestnik konkursu wsadów NBA (2020)[13]